# 王君正 (政治人物)
王君正（1963年5月17日—），男，汉族，山东临沂人，中华人民共和国政治人物。山东大学科学社会主义系科学社会主义专业毕业，中国人民大学马列所科学社会主义专业硕士，清华大学经济管理学院工商管理专业在职博士研究生学历，管理学博士学位。
现任中国共产党第二十届中央委员会委员、中共西藏自治区党委书记。

## 生平
1987年11月加入中国共产党，1988年8月参加工作。历任劳动部办公厅科员、副主任科员、部长办公室主任科员、副处级秘书。
1993年10月来到云南省工作，历任中共云南省委办公厅副处级干部、正处级干部（服务时任省委书记令狐安），中共云南省昆明市官渡区委书记，市委常委、市委政法委书记、市委组织部长、市委副书记、市委宣传部长等职务。2005年1月，任云南省高级人民法院副院长。2007年6月，任中共丽江市委副书记、副市长、代市长，2007年11月当选市长。2009年12月，任中共丽江市委书记。
2012年9月，调任湖北省人民政府副省长。2013年5月，兼任中共襄阳市委书记。2013年7月，任中共湖北省委常委，並继续兼任襄阳市委书记，2014年7月兼任襄阳军分区第一书记。
2016年1月，任中共吉林省委常委、长春市委书记。2017年10月，在中国共产党第十九次全国代表大会上，他当选中国共产党第十九届中央委员会候补委员。
2019年2月，任中共新疆维吾尔自治区党委常委，政法委书记。2020年4月，升任新疆维吾尔自治区党委副书记，新疆生产建设兵团党委书记、政治委员，中国新建集团公司董事长（正部长级）。2021年3月22日，欧洲议会以“新疆维吾尔族人权问题”为由制裁王君正、新疆前政法委书记朱海仑、自治区党委常委王明山及自治区公安厅厅长陈明国等四人。
2021年10月19日，调任中共西藏自治区党委书记。2022年10月22日，当选为中国共产党第二十届中央委员会委员。